# Бемент (Іллінойс)
Бемент (англ. Bement) — селище (англ. village) в США, в окрузі Піатт штату Іллінойс. Населення — 1484 особи (2020).

## Географія
Бемент розташований за координатами 39°55′23″ пн. ш. 88°34′19″ зх. д. / 39.92306° пн. ш. 88.57194° зх. д. (39.922926, -88.571885).  За даними Бюро перепису населення США в 2010 році селище мало площу 2,09 км², уся площа — суходіл.

## Демографія
Згідно з переписом 2010 року, у селищі мешкало 1730 осіб у 670 домогосподарствах у складі 451 родини. Густота населення становила 826 осіб/км².  Було 707 помешкань (338/км²).
Расовий склад населення:
| - 97,7 % — білих - 0,4 % — чорних або афроамериканців - 0,2 % — вихідців з тихоокеанських островів - 0,2 % — азіатів - 0,1 % — корінних американців |

До двох чи більше рас належало 1,1 %. Частка іспаномовних становила 1,1 % від усіх жителів.
За віковим діапазоном населення розподілялося таким чином: 25,7 % — особи молодші 18 років, 59,6 % — особи у віці 18—64 років, 14,7 % — особи у віці 65 років та старші. Медіана віку мешканця становила 39,1 року. На 100 осіб жіночої статі у селищі припадало 98,9 чоловіків;  на 100 жінок у віці від 18 років та старших — 95,7 чоловіків також старших 18 років.
Середній дохід на одне домашнє господарство  становив 69 244 долари США (медіана — 56 146), а середній дохід на одну сім'ю — 74 471 долар (медіана — 58 594). Медіана доходів становила 47 917 доларів для чоловіків та 33 000 доларів для жінок. За межею бідності перебувало 8,2 % осіб, у тому числі 13,1 % дітей у віці до 18 років та 6,9 % осіб у віці 65 років та старших.
Цивільне працевлаштоване населення становило 891 осіб. Основні галузі зайнятості: освіта, охорона здоров'я та соціальна допомога — 24,1 %, виробництво — 13,4 %, транспорт — 9,7 %, оптова торгівля — 8,1 %.